# Opogona aurisquamosa
Opogona aurisquamosa är en fjärilsart som beskrevs av Butler 1881. Opogona aurisquamosa ingår i släktet Opogona och familjen äkta malar. Inga underarter finns listade i Catalogue of Life.